# Малко-Попово
Ма́лко-По́пово (болг. Малко Попово) — село в Хасковській області Болгарії. Входить до складу общини Маджарово.

## Населення
За даними перепису населення 2011 року у селі проживали 7 осіб, з них 6 осіб (85,7%) — болгари.
Розподіл населення за віком у 2011 році:
Динаміка населення: